# 小松市立御幸中学校
小松市立御幸中学校（こまつしりつ みゆきちゅうがっこう）は、石川県小松市にある公立中学校。

## 沿革
- 1947年（昭和22年）4月 - 教育基本法ならびに学校教育法にもとづき、串、日末、両小学校々下地区を通学区域として、新制中学校を設置し、石川県小松市立御幸中学校と称する[1]。

## 部活動

### 運動部
- 野球部
- 女子バレーボール部
- 男子ハンドボール部
- 女子ハンドボール部
- 男子卓球部
- 女子ソフトテニス部
- 剣道部

### 文化部
- 吹奏楽部
- 美術部

## 出身者
- 島内宏明（プロ野球選手）
- 釜田佳直（プロ野球選手）

## 交通アクセス
- IRいしかわ鉄道線 粟津駅下車